# Грабов, Вильгельм
Карл Фридрих Вильгельм Грабов (нем. Wilhelm Grabow; 1802—1874) — прусский политический деятель.

## Биография
Вильгельм Грабов родился 15 апреля 1802 года в городе Пренцлау в земле Бранденбург.

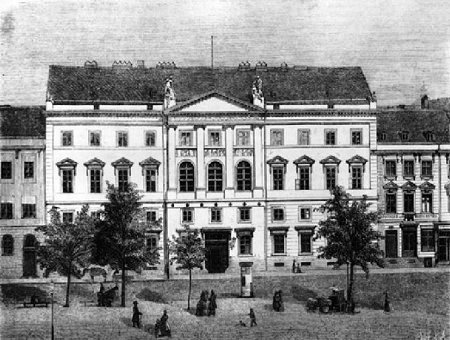
Прусская национальная ассамблея (1899)

На первом соединенном сейме 1847 году Грабов был одним из самых выдающихся деятелей либеральной партии. В учредительном национальном собрании принадлежал к правому центру и с 27 июня 1848 года был президентом собрания, но уже в октябре из-за революционных событий вынужден был сложить свои полномочия.
В 1849 году он был членом и президентом Второй палаты представителей Пруссии, энергично протестовал против нового закона о выборах и удалился с политической арены.
В 1859 году, вновь выбранный в палату представителей Пруссии, Вильгельм Грабов был одним из главных деятелей оппозиции в эпоху конфликта и ярым противником министерства Отто фон Бисмарка.
Очень популярный, он несколько раз почти единогласно избирался в президенты палаты депутатов, но в августе 1866 года, после примирения между министерством и палатой, отказался в интересах внутреннего спокойствия от должности и оставил политическое поприще.
Карл Фридрих Вильгельм Грабов умер 15 апреля 1874 года в родном городе.